# موزه دفینه
موزه دفینه یا تماشاگه پول اولین موزه تخصصی و دائمی سکه و اسکناس در ایران است. این موزه در تاریخ ۱۷ تیر ۱۳۷۶ توسط اداره موزه‌های بنیاد مستضعفان انقلاب اسلامی افتتاح گردید. بنای موزه به‌شماره ۳۱۷۱۶ مورخ ۱۳۹۶/۳/۱ در فهرست آثار ملی ایران به ثبت رسیده‌است. این بنا پس از بازگشایی مجدد موزه سردار آسمانی نام‌گذاری شد.

## پیشینه
ساختمان دفینه در دهه ۵۰ با سفارش مالک خصوصی «نظام عامری» و توسط «کمال کمونه» برگرفته از مکتب معماری «فرانک لوید رایت» طراحی شد تا سوپرمارکتی بزرگ در شمال تهران شود، اما کار به افتتاح آن نرسید و بعد از انقلاب بنیاد مستضعفان مالک آن شد.
پنجره‌های قرار گرفته در دور تا دور این بنا دارای فرمی شبیه به بیضی می‌باشد و نور طبیعی در فضای داخلی از این طریق تأمین می‌گردد.
این عمارت حدوداً ۱۱ سال بعد از انقلاب ۵۷، به موزه «دفینه‌های تاریخی» تبدیل شد که حدود هشت سال با این کاربری به حیات خود ادامه داد.
در اردیبهشت ماه ۱۳۷۸ بخش جدیدی در سالن اصلی نمایش با موضوع سکه و اسکناس کشورهای مختلف با اطلاع‌رسانی عمومی شامل پرچم، نقشه، اطلاعات پولی و ارزشی و واحد پول آن کشور دارد.
تماشاگه پول علاوه بر سالن‌های نمایش از بخش‌های جنبی دیگر نیز تشکیل شده‌است که به اختصار عبارت‌اند از: کتابخانه تخصصی، بانک اطلاعات موزه تماشاگه پول، نمایشگاه‌های متفرقه تماشاگه پول، بخش کتابفروشی. این مرکز در بلوار میرداماد ساختمان دفینه قرار داشت. از سال ۷۶ تا ۱۳۸۵ به «تماشاگه پول» تبدیل شد که ۱۴۰۰ سکه و ۷۵۰ قطعه اسکناس و تعداد تقریبی ۲۰۰ قطعه اشیای موزه‌ای به غیر از سکه و اسکناس را در محوطه‌ای به وسعت ۲۰۰۰ مترمربع از آن، به نمایش گذاشتند. آثار این موزه سال ۱۳۸۵ به پارک ارم انتقال داده شد و ساختمان را هم به بانک زیرمجموعه بنیاد مستضعفان (بانک سینا) اجاره دادند.

## بازسازی و بازگشایی
بنیاد مستضعفان از سال ۱۳۹۴ تصمیم گرفت ساختمان دفینه را بازسازی کند و آثار گنجینه از آن فضا تخلیه شد. هر چند از ۱۳۹۶ تا آذر سال ۹۸، بازسازی آن متوقف ماند. رئیس بنیاد مستضعفان قول داده بود موزه را تا ۲۲ بهمن ۹۹ افتتاح کند و سرانجام درهای موزه دفینه، ۱۰ اسفندماه ۱۳۹۹ درحالی که نام آن روی سردر ساختمان به «سردار آسمانی» تغییر داده شده بود، باز شد.
در مراسم افتتاحیه این مجموعه محمدی گلپایگانی، رئیس دفتر سیدعلی خامنه ای و پرویز فتاح، رئیس بنیاد مستضعفان، جمعی از مقامات لشکری و سپاه انصار و نمایندگان شهرداری تهران حضور داشتند.

## بخش‌های موزه
موزه هنر ایران از چهار تالار در طبقه نخست آغاز می‌شود و در تالارهایی با عناوین هنر کهن، هنر باستان یک و دو و تالار هنر ایرانی-اسلامی، تاریخ و هنر پرآوازه ایران را از دوران پیش از تاریخ تا سده‌های اولیه قرون اسلامی، با نمایش آثار بی مانندی از سفالینه‌های پیش از تاریخ؛ ابزار زندگی، ظروف و آثار باستانی همچون سفال منقوش هزاره ۵ قبل از میلاد، آثار مفرغی هزاره اول قبل از میلاد (احتمالاً متعلق به لرستان) آثار یگانه و بی نظیری از دوران باستان و متعلق به هنر هخامنشی، اشکانی و ساسانی به نمایش می‌گذارد.
نُه تالار در طبقه دوم، به چیدمان آثاری اختصاص یافته‌اند که معرف اصلی‌ترین هنرهای ایران بعد از اسلام به‌شمار رفته و خود از شاخصه‌های ویژه و یگانه‌ای برخوردارند. تالارهای موزه هنر ایران در طبقه دوم ترکیبی از هنرهای ایرانی در قالب نقاشی، بافته‌های تاریخی، هنرهای تزیینی، هنرهای کاربردی، هنر دینی، خط و خوشنویسی و نگارگری یکصد سال اخیر ایران را در تالارهای خود جای داده‌است.
ساختمان موزه دارای سه بخش است:
- طبقه منفی یک که زمانی انبار اغذیه پروتئینی مانند مرغ و گوشت بود؛ به موزه پول تبدیل شد. در «موزه پول و سکه» حدود ۱۲۰۰ قطعه سکه قیمتی و اسکناس در آن به نمایش گذاشته شده‌است.
- در طبقه منفی یک از ساختمان موزه که با کانسپت معادن فیروزه طراحی شده، داخل حفاظ‌های شیشه‌ای ضد گلوله، حدود ۹۰۰ اثر مانند جواهرات، صدف، سنگ، طلا، عاج، استخوان و … متعلق به دوره‌های مختلف تاریخی وجود دارد. این طبقه از ساختمان زمانی به جای جواهرات، نخود و لوبیا نگهداری می‌شد! چون از اساس برای سوپرمارکت ساخته شده بود و نه موزه. در «موزه گوهر و آرایه‌های تاریخی» عصای زرین هخامنشیان و زیورآلات دوران ایران باستان از جمله آثار شاخص در این بخش است. شمشیرهای متعلق به شاه عباس صفوی و فتحعلی شاه قاجار از آثار دیگر این بخش از موزه هستند.
- بخش دیگر این ساختمان «موزه هنرهای اسلامی و جهانی» است که تعدادی از آثار نگهداری‌شده در گنجینه بنیاد مستضعفان برای نخستین‌بار در آن به نمایش گذاشته شده‌است؛ از جمله تابلوهای نقاشان سرشناس، مجسمه بودای دوطرفه، قرآن تذهیب‌شده جیبی و مجسمه زنی با حریر روی صورتش. سفالهای دوره سلجوقی و دوران اسلامی، قطعات قرآنی روی پارشمن (پوست چرمی بز یا آهو) با خط کوفی سده سوم و چهارم هجری، دومین پرده کعبه از جمله آثار این بخش است. قرآنی تذهیب شده با ابعاد کوچک از نوادر این بخش از موزه است.[۵] شمشیر متعلق به رضاشاه در زمان تصدی او به وزارت جنگ از دیگر آثار این بخش از موزه است که مشخصات آن درج نشده.

## شاخص‌ترین آثار
سفالینه‌های پیش از تاریخ؛ ابزار زندگی، ظروف و آثار باستانی همچون سفال منقوش هزاره ۵ قبل از میلاد، آثار مفرغی هزاره اول قبل از میلاد متعلق به لرستان، آثار یگانه و بی نظیر از دوران باستان و متعلق به هنر هخامنشی، اشکانی و ساسانی، مجموعه شاخصی از ریتون‌های هخامنشی با قدمت دو هزار و پانصد سال، ظروف سفالی دوره اشکانیان، شیشه‌ها و جنگ‌افزارهایی از دوره ساسانی، مجموعه‌ای که معرف تکنیک و مهارت فراوان هنرمندان دوره‌های اولیه اسلامی خصوصاً قرن سوم هجری به بعد تا دوره قاجار بوده و در قالب سازه‌های معماری مانند درِ منبت‌کاری شده، سفالینه‌های منقوش، کاشی‌های زرین‌فام، جنگ‌افزار و شمشیر جوهردار، سکه طلا، قطعه خوشنویسی، فلزکاری‌های زیبا و هنرمندانه در قالب ابزار نور افزا، نقاشی و نگارگری، قالی عمواغلی مختص تالار آیینه از جمله نفیس‌ترین و بزرگترین قالی‌هایی از این خاندان، موجود در ایران و جهان، قالیچه‌های ابریشمین و بافته‌هایی از دوره صفوی و قاجار مانند ترمه و پته، نقاشی نقاشان ایرانی از دوره صفوی تا حال حاضر، اثر ارزنده هنرمند نوگرای امروزی، حسین زنده رودی، بخشی از پرده کعبه، شمایل‌های مبارک حضرت امیرالمونین و حسن و حسین، نگارگری‌های سنتی و بی‌نظیر ایران از هنرمندانی شاخص و یگانه ای، چون محمود فرشچیان، حسین بهزاد، حاج حسین مصورالملکی، میرزا آقا امامی، حسین خطایی و قلمزنی‌های استاد حسین علاقه‌مندان. از شاخص‌ترین آثار این موزه به‌شمار می‌روند. آثار هنرمندانی چون پابلو پیکاسو، سالوادور دالی و سهراب سپهری از آثار دیگر این موزه هستند.

### موزه هنر جهان
در موزه هنر جهان و موزه هنر اسلامی حدود ۴۰۰ اثر از شاخص‌ترین آثار هنری جهان انتخاب و در معرض نمایش قرار خواهند گرفت. این آثار بازه زمانی هزاره چهارم پیش از میلاد تا قرن بیستم را دربرمی‌گیرند و محدوده جغرافیایی این آثار سراسر جهان هستی را شامل می‌شود.
پارچه‌های ارزشمندی مربوط به دوره‌های تاریخی عباسی و آل بویه مربوط به قرون دوم و سوم هجری، سفال‌های اسلامی، آثار لاکی، قالیچه‌های محرابی، شیشه‌ها و فلزات اسلامی و کاشی‌های مربوط به دوران ایلخانی، جنگ‌افزارهای مربوط به برخی از کشورهای اسلامی انتخاب و به نمایش گذاشته خواهد شد.
دسته‌بندی و تعداد آثار موزه هنر جهان:
| دسته‌بندی آثار                  | تعداد آثار |
| ------------------------------ | ---------- |
| اتاق اروپایی                   | ۱۷ اثر     |
| هنر شرق                        | ۲۰ اثر     |
| عاج                            | ۲۶ اثر     |
| شمایل روسی                     | ۱۲ اثر     |
| سردیس‌های گچی                   | ۲۱ اثر     |
| نقاشی‌ها                        | ۵۴ اثر     |
| بودا                           | ۱۳ اثر     |
| تندیس‌های برنزی و مرمری         | ۳۱ اثر     |
| جهان باستان                    | ۱۲ اثر     |
| آمریکای لاتین                  | ۱۷ اثر     |
| جمع آثار موزه هنر جهان ۲۲۳ اثر |            |

## نگارخانه

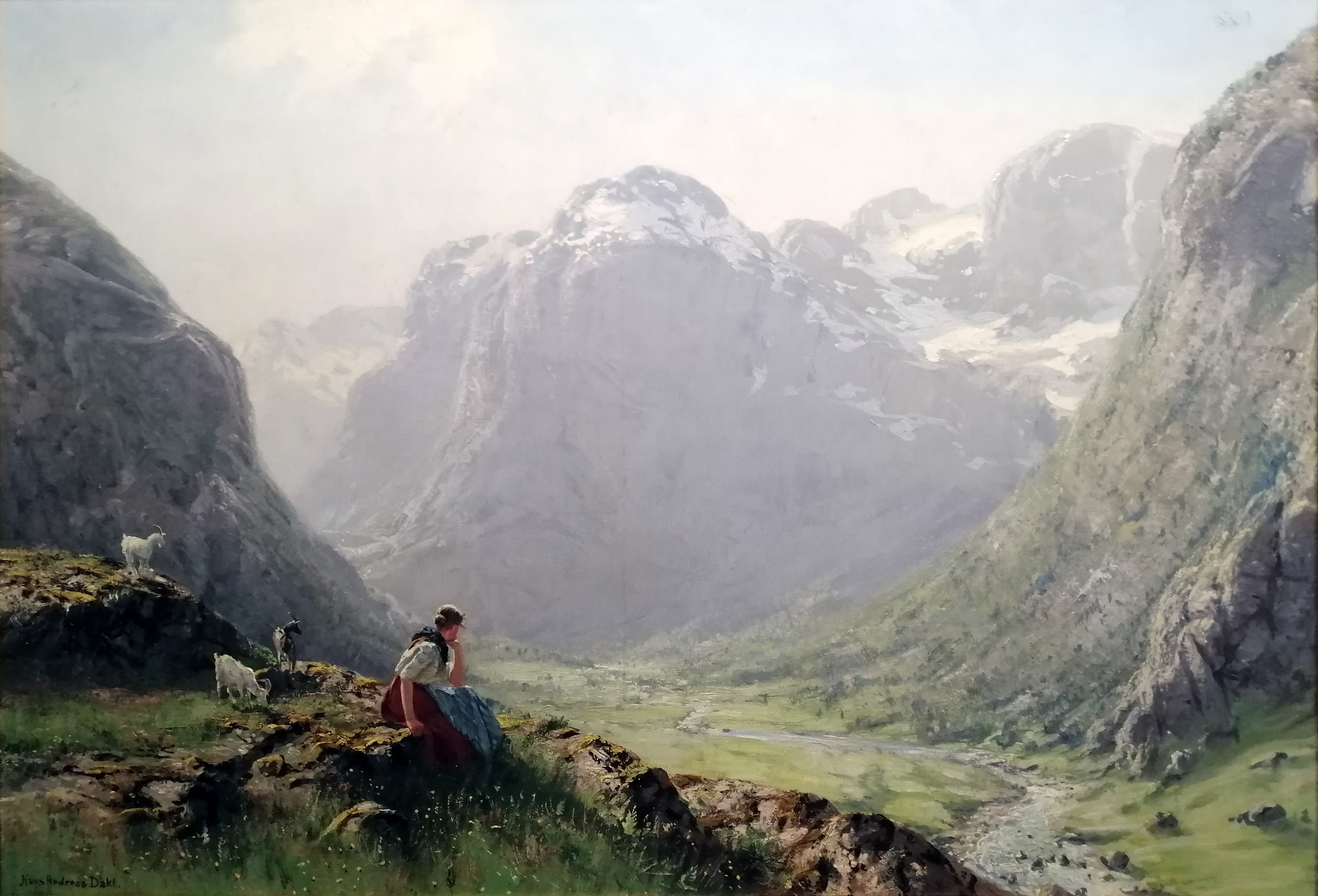
در کوهستان اثر هانس اندروس دال
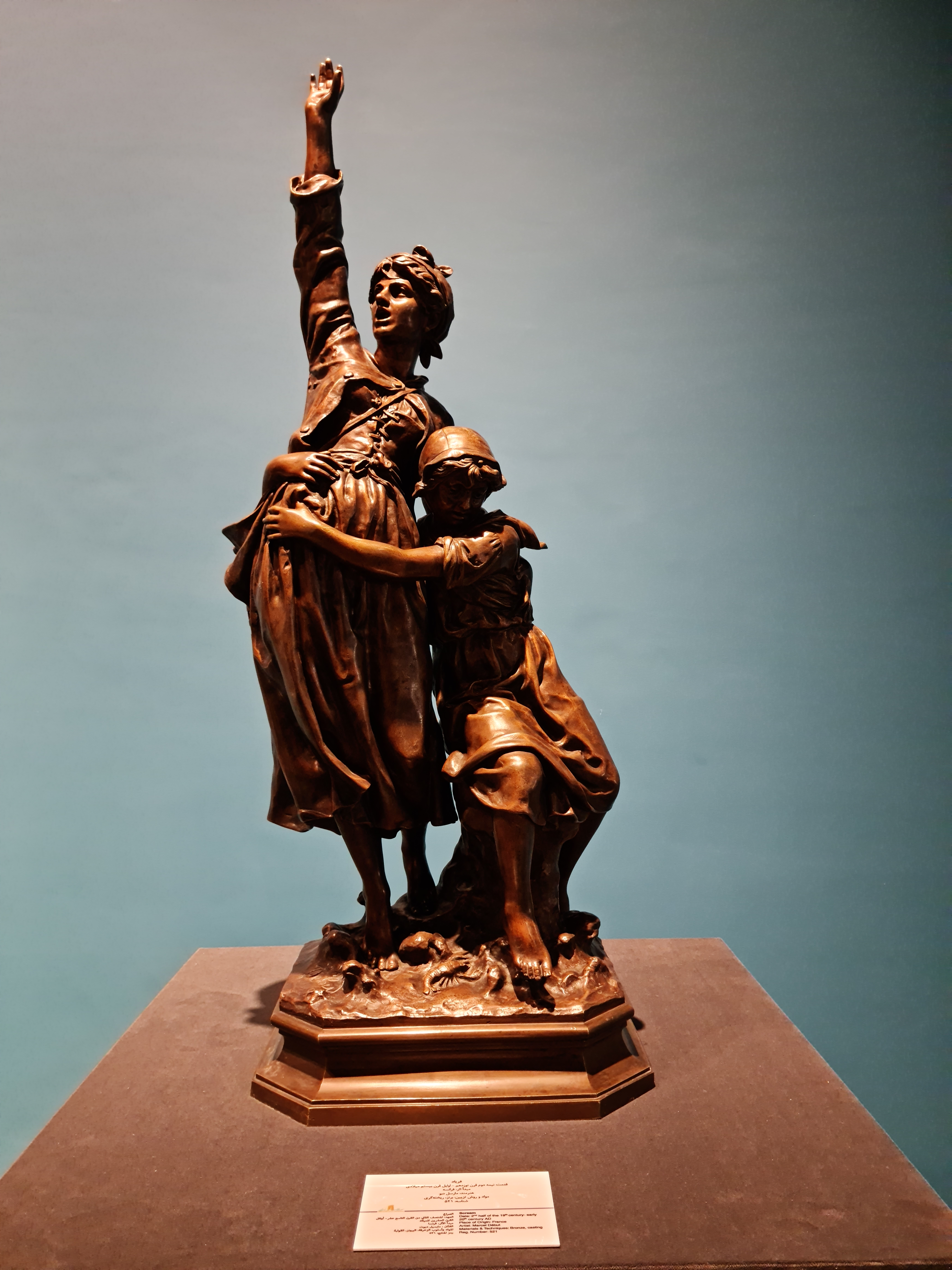
فریاد اثر مارسل دبو
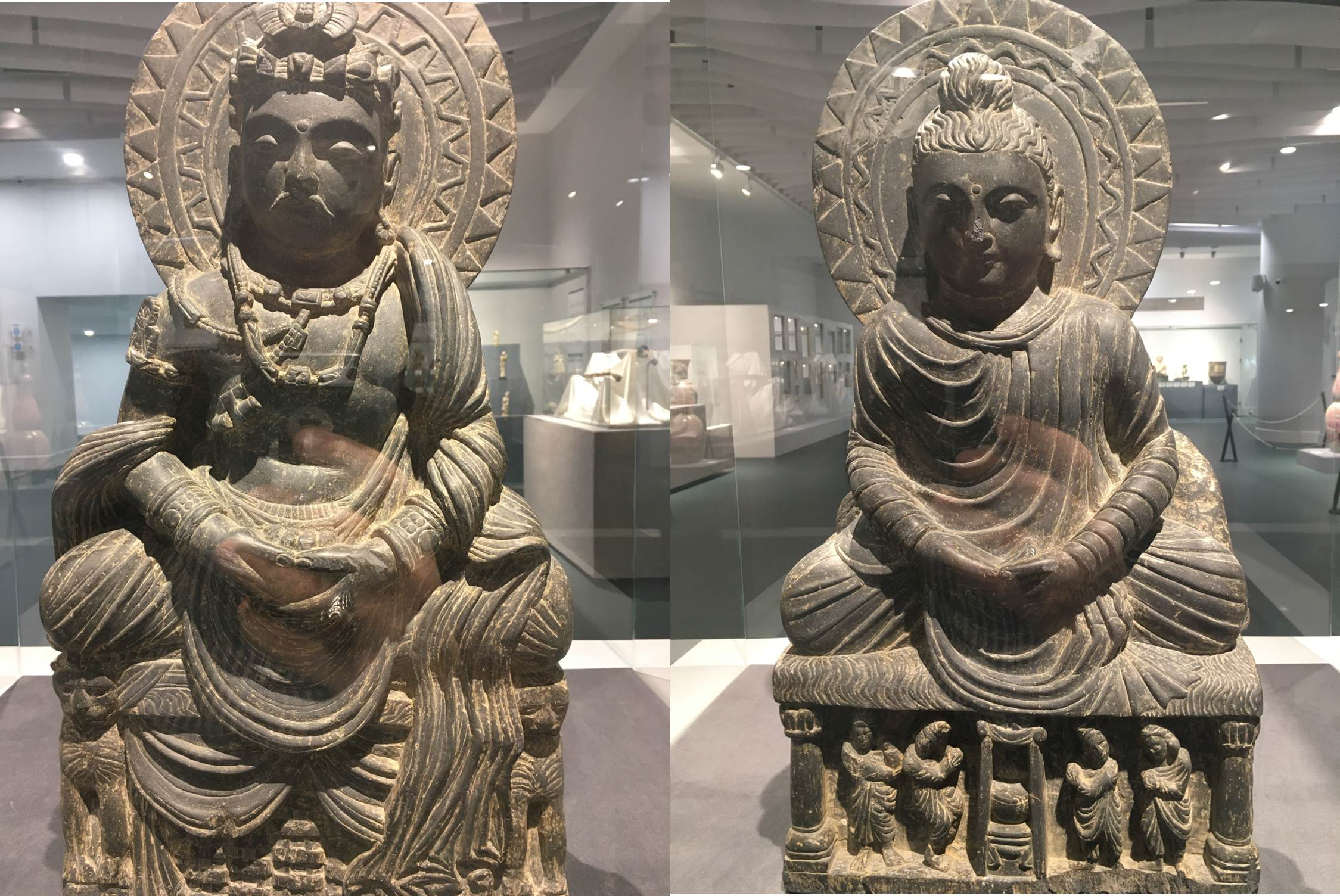
تندیس دو طرفه بودا
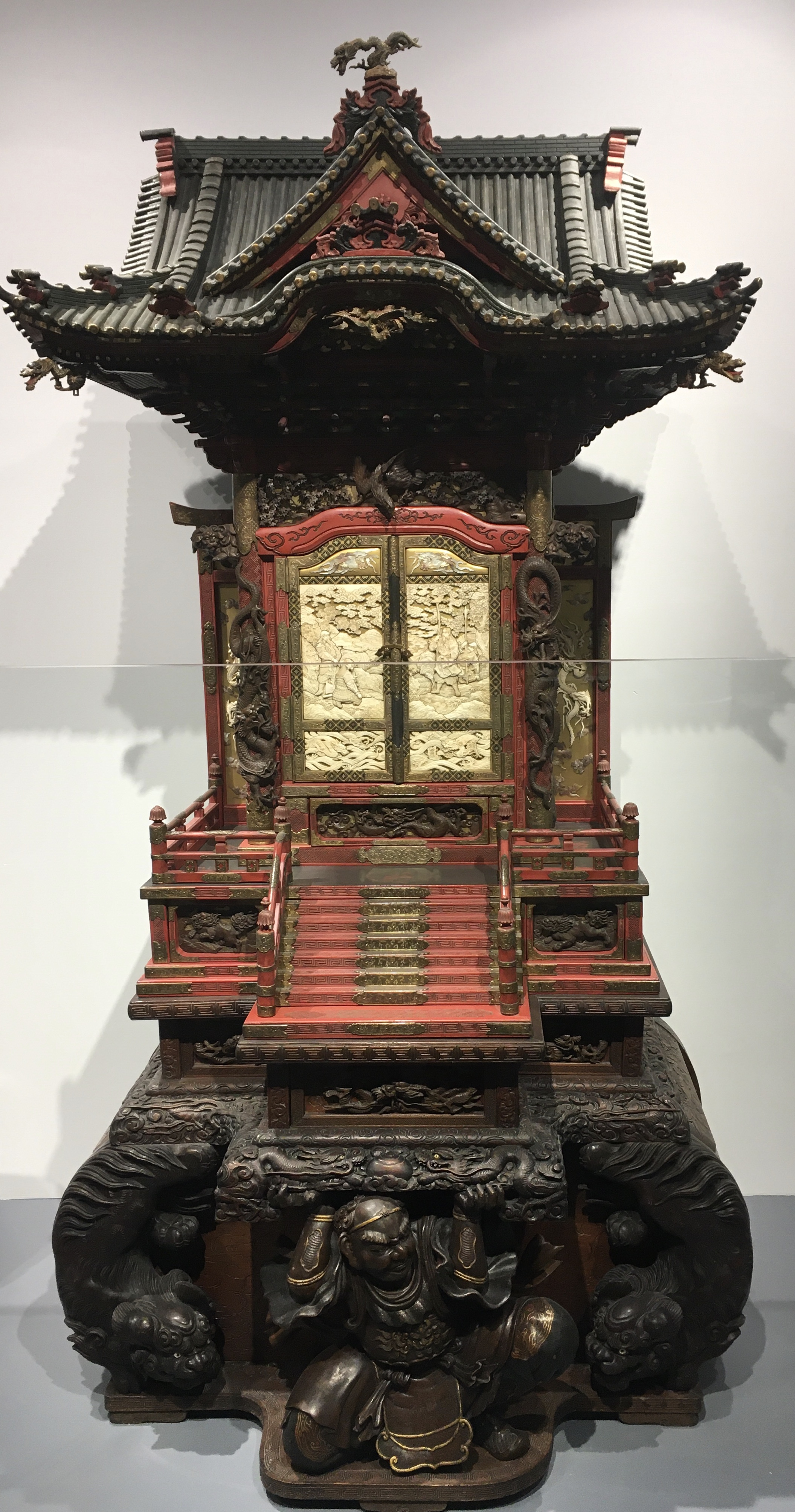
ماکت معبد - هنر ژاپن
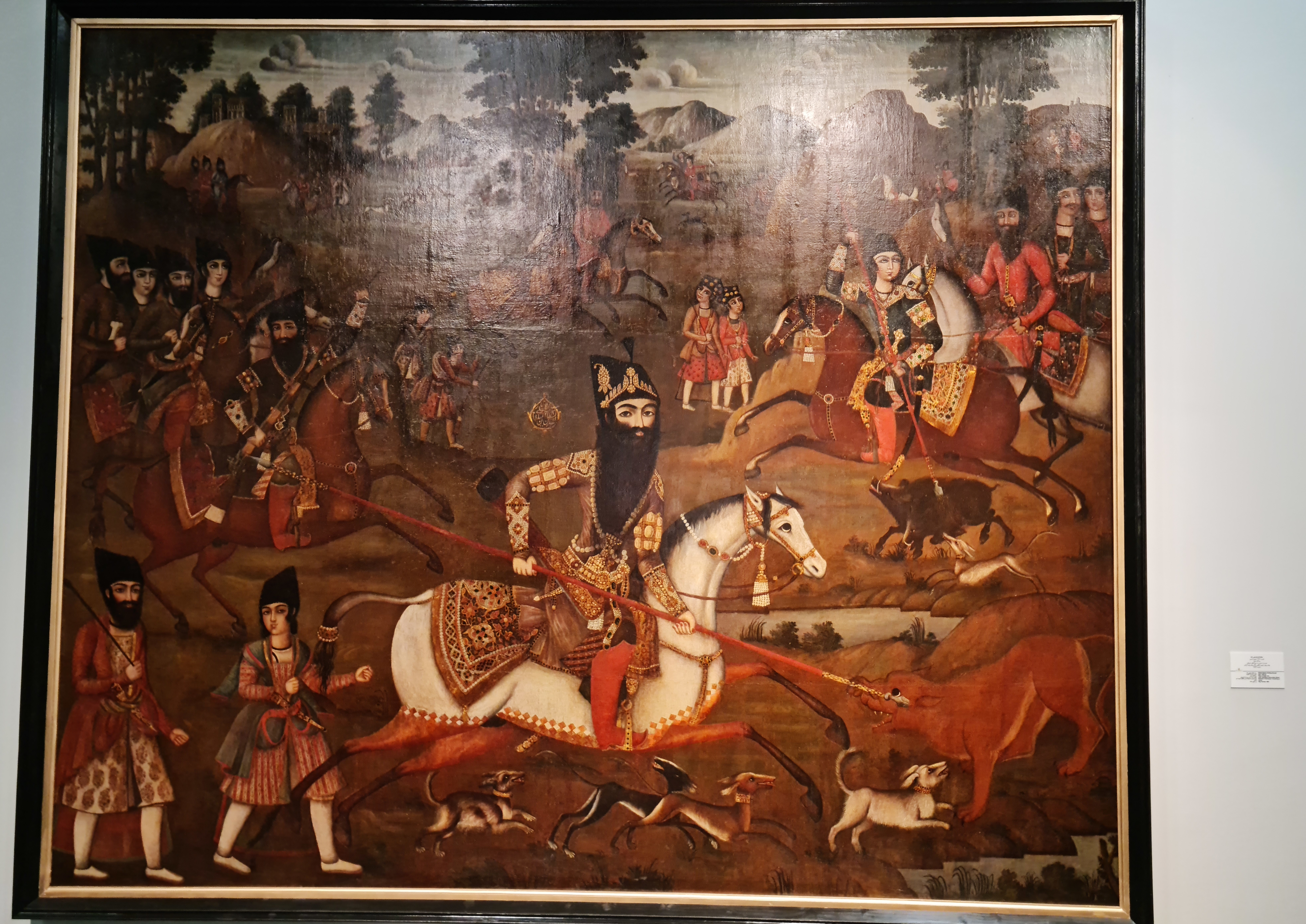
تابلوی شکارگاه فتحعلی شاه
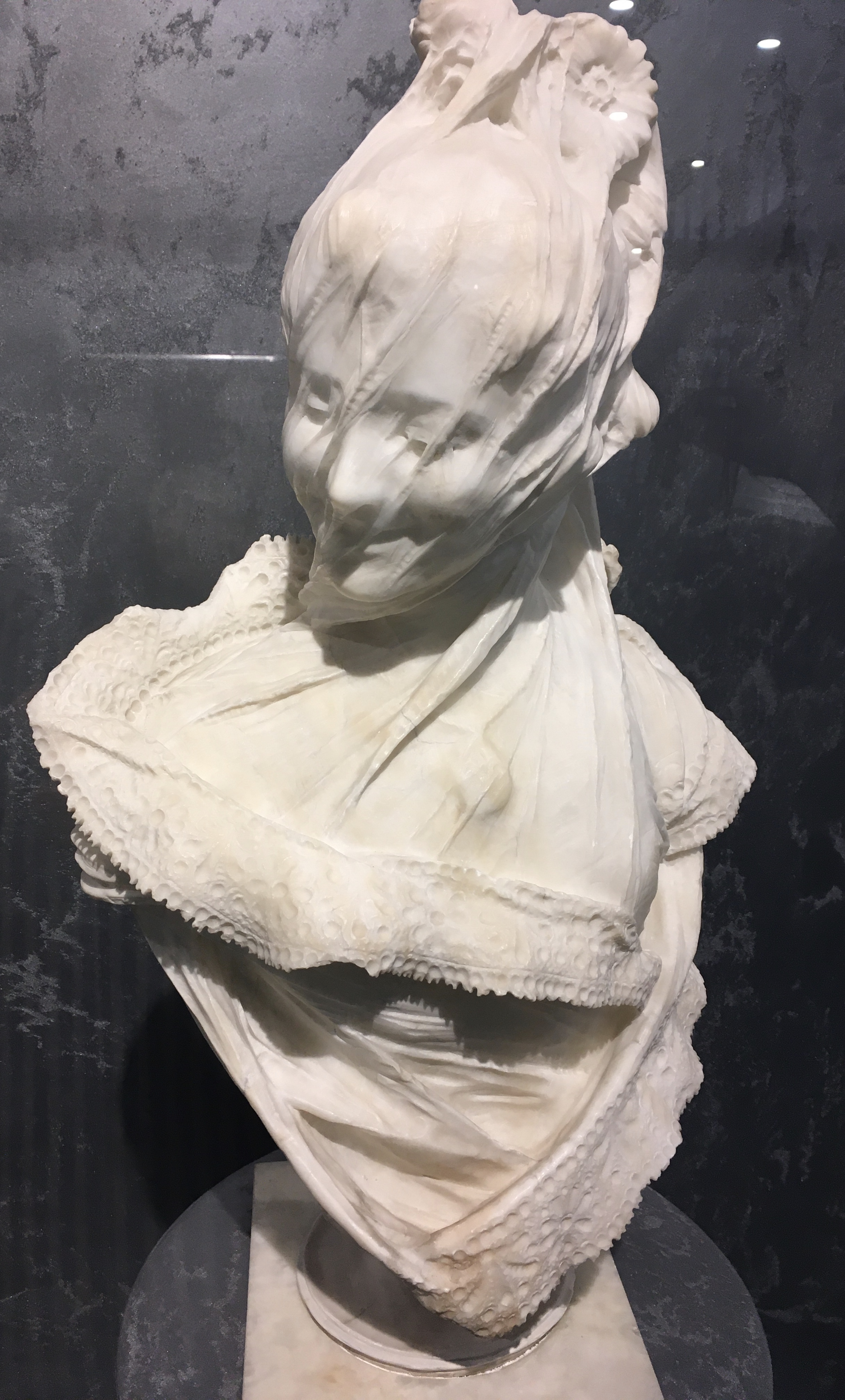
تندیس سنگی بانو با پوشش حریر
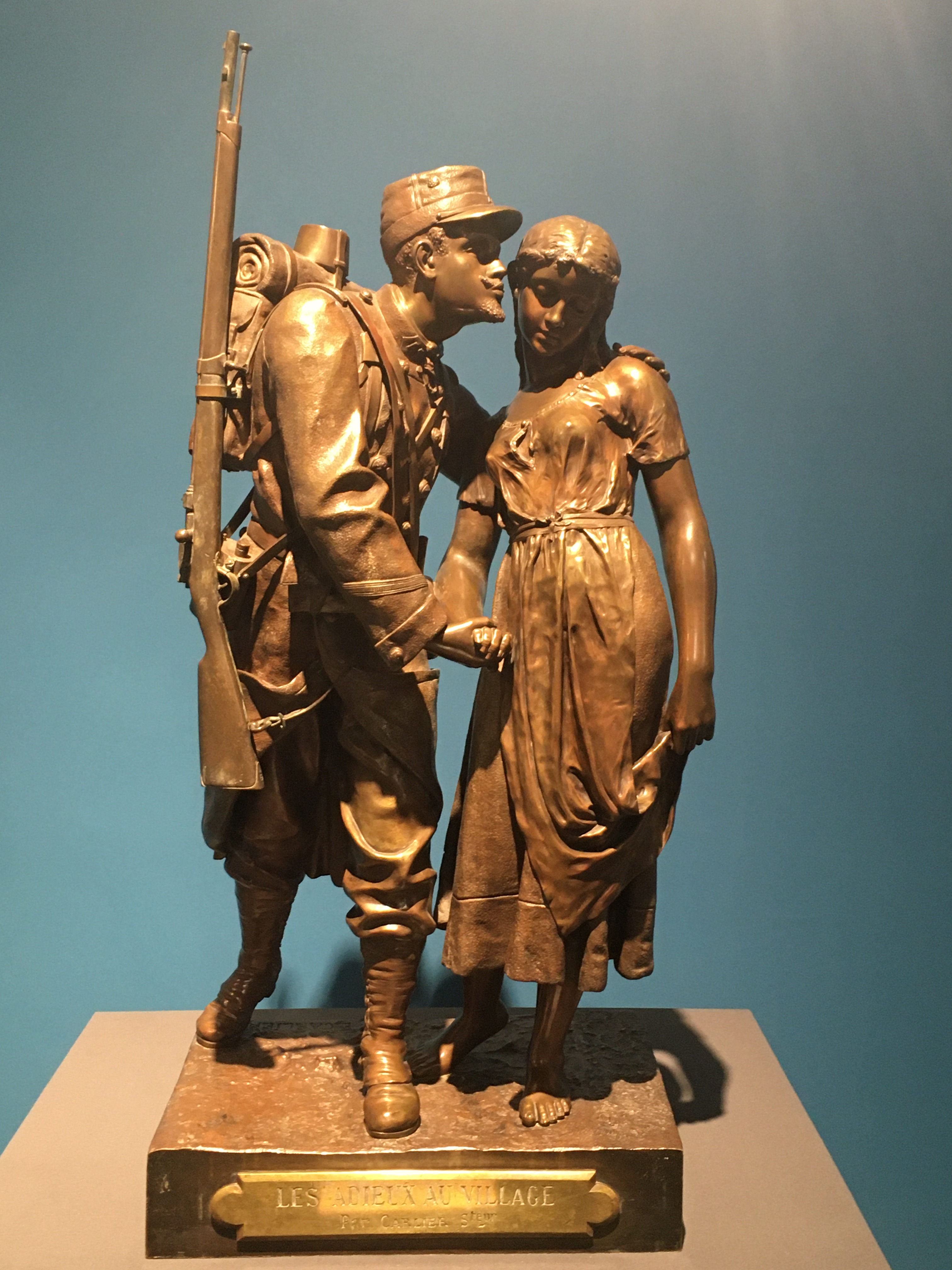
تندیس برنزی با عنوان «وداع با روستا»- هنر فرانسه
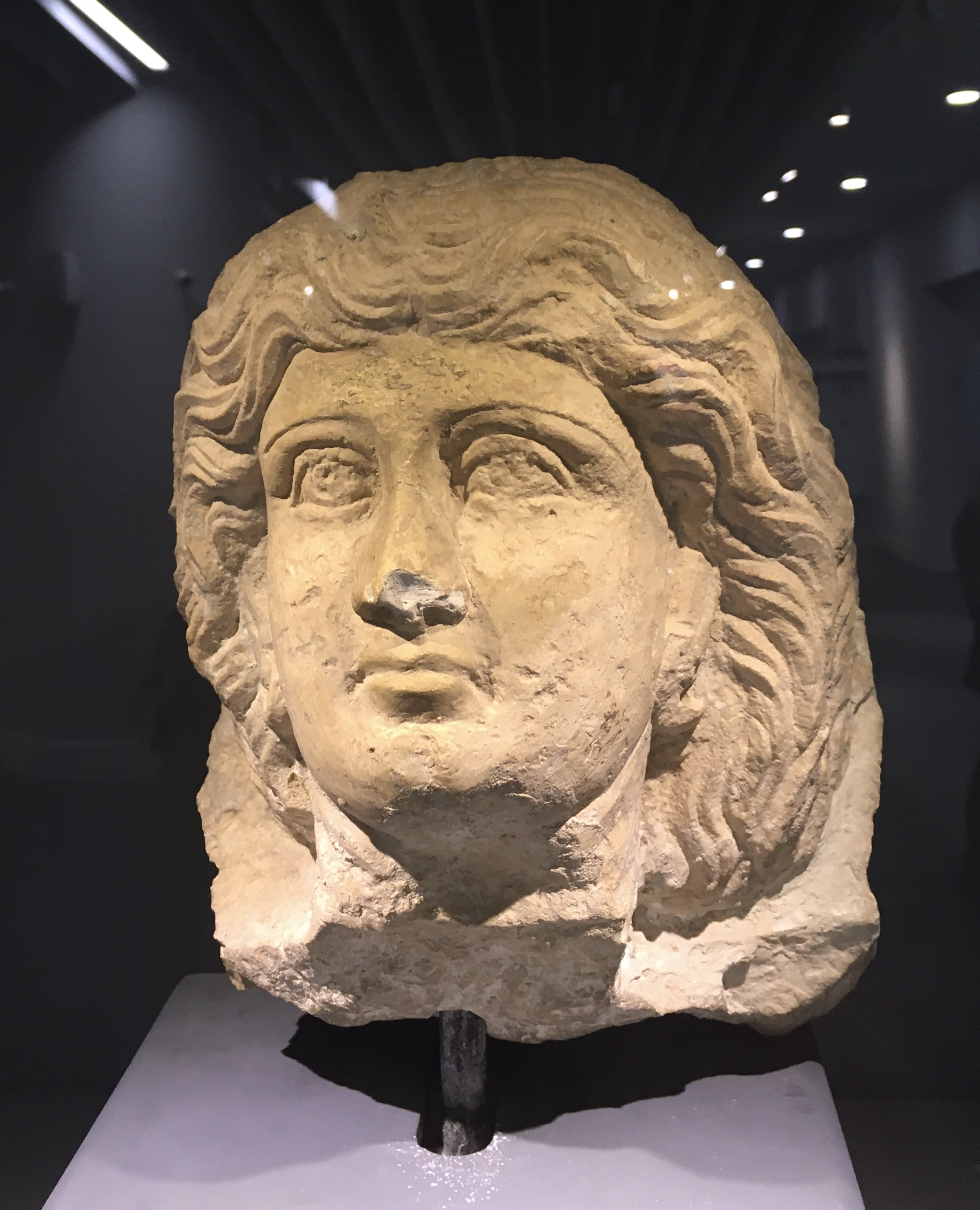
سردیس اسکندر یکم مقدونی- دوره سلوکی
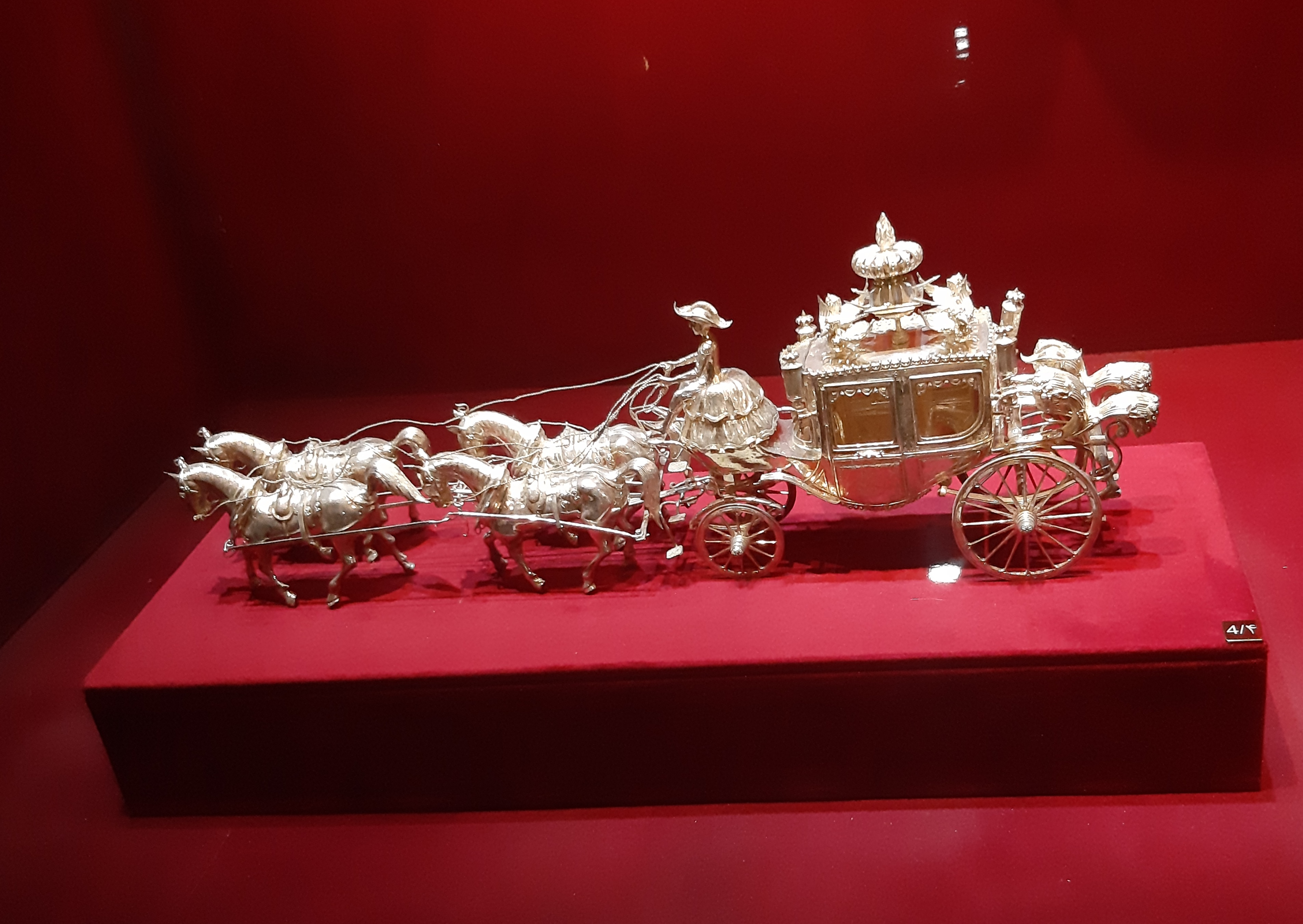
کالسکه چهار اسبه نقره
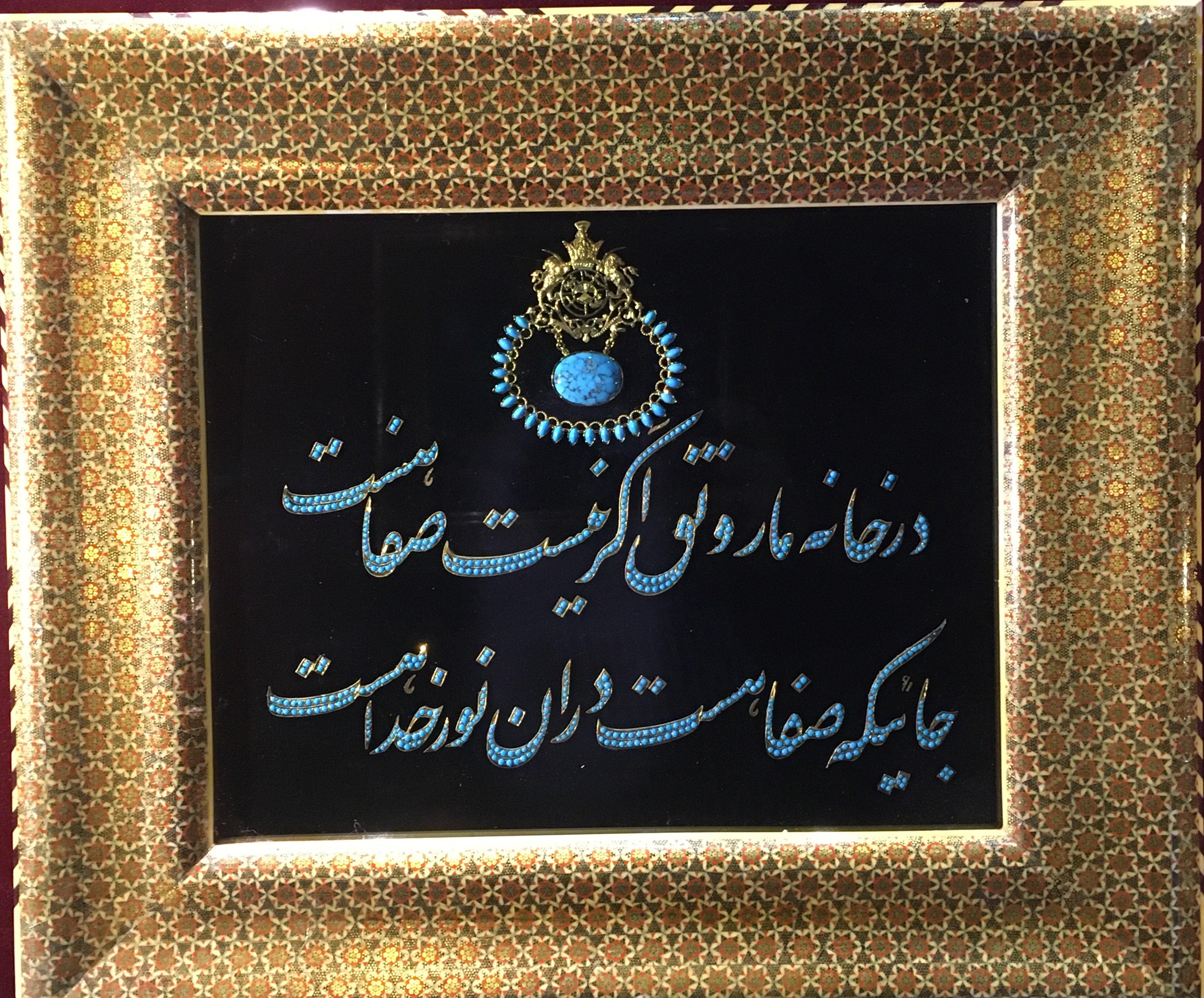
تابلوی فیروزه با پایه طلا منقوش به نشان دودمان پهلوی
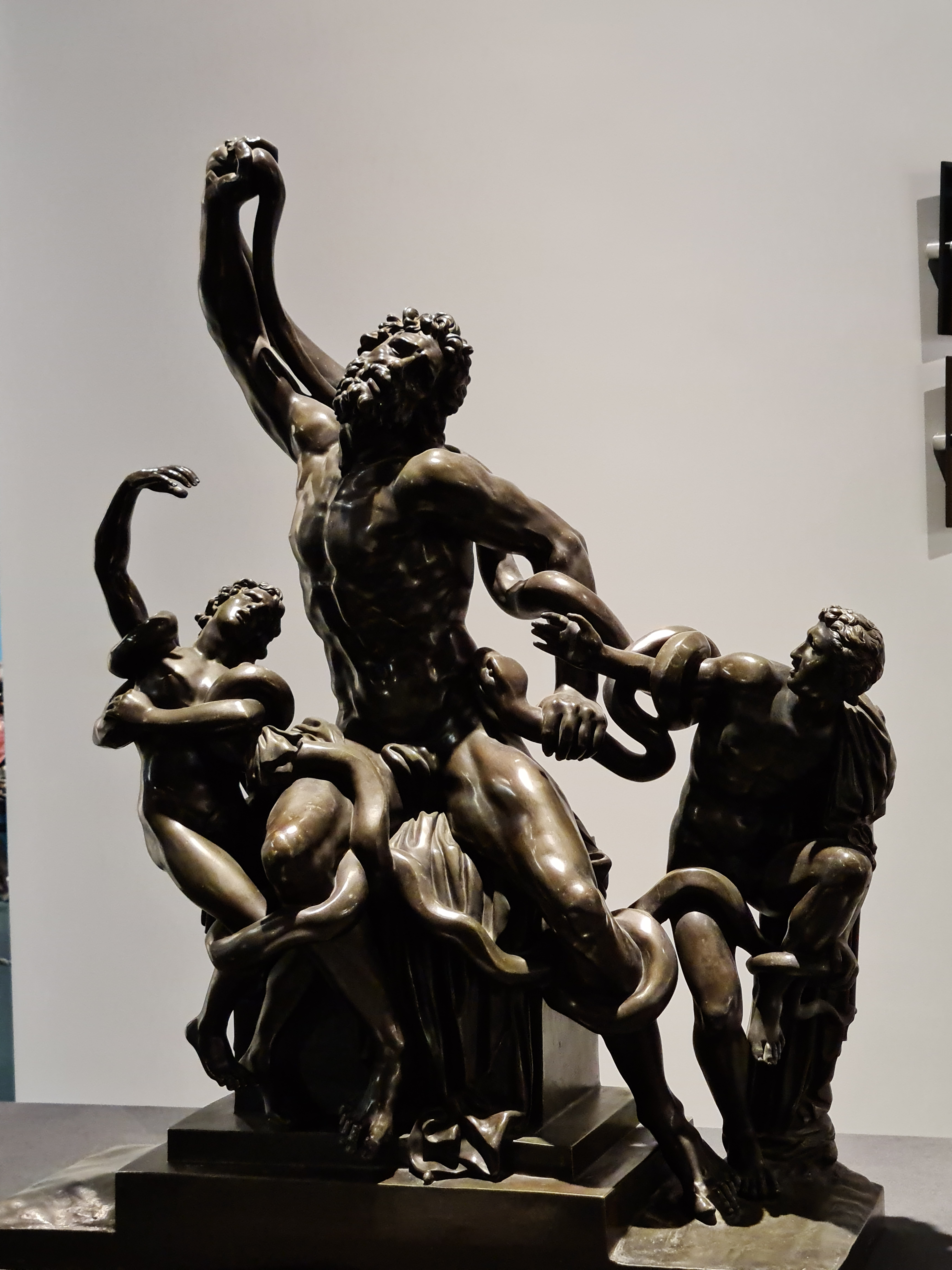
لائوکون و پسرانش
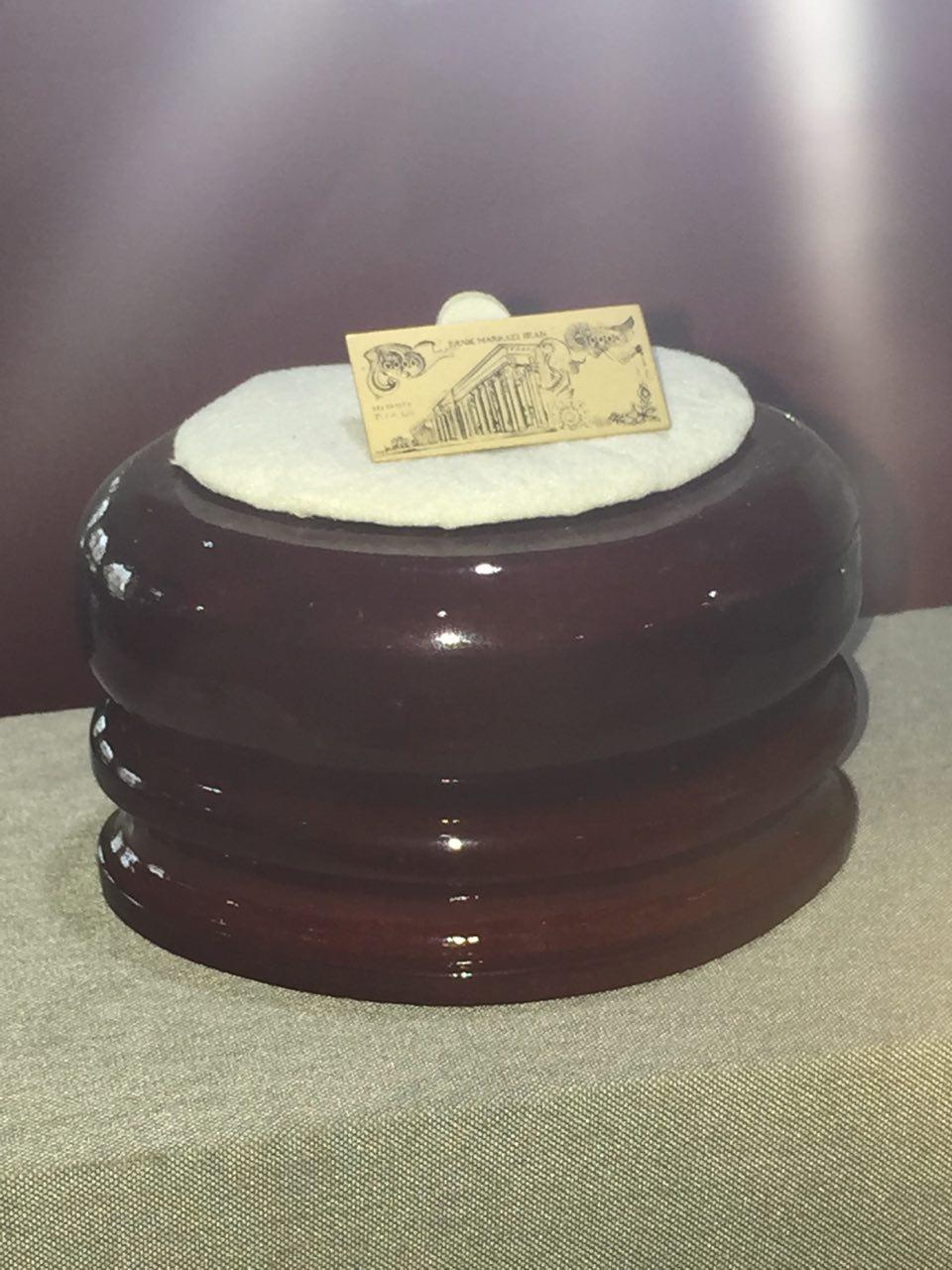
اسکناس طلا
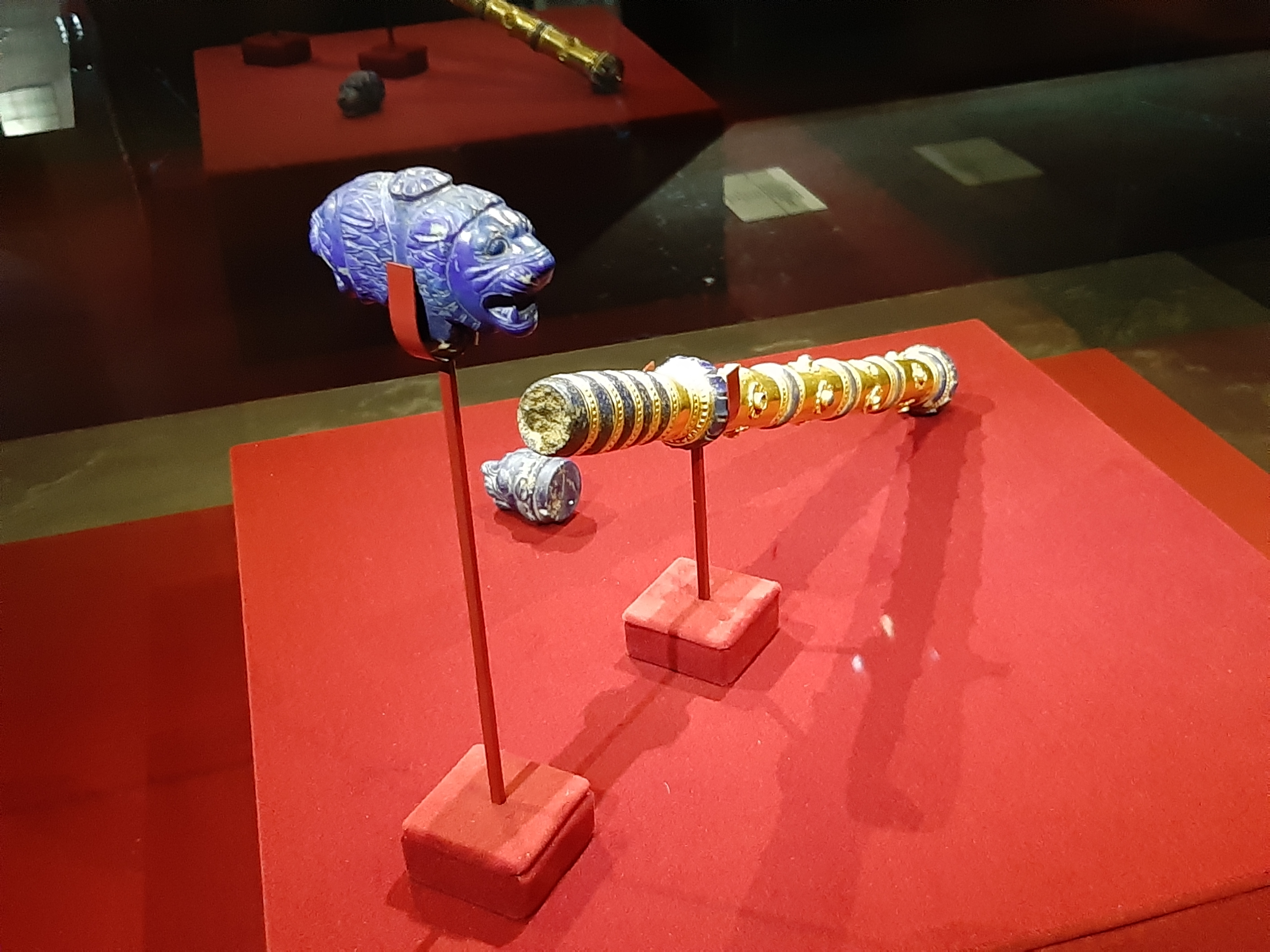
عصای درباری از جنس طلا
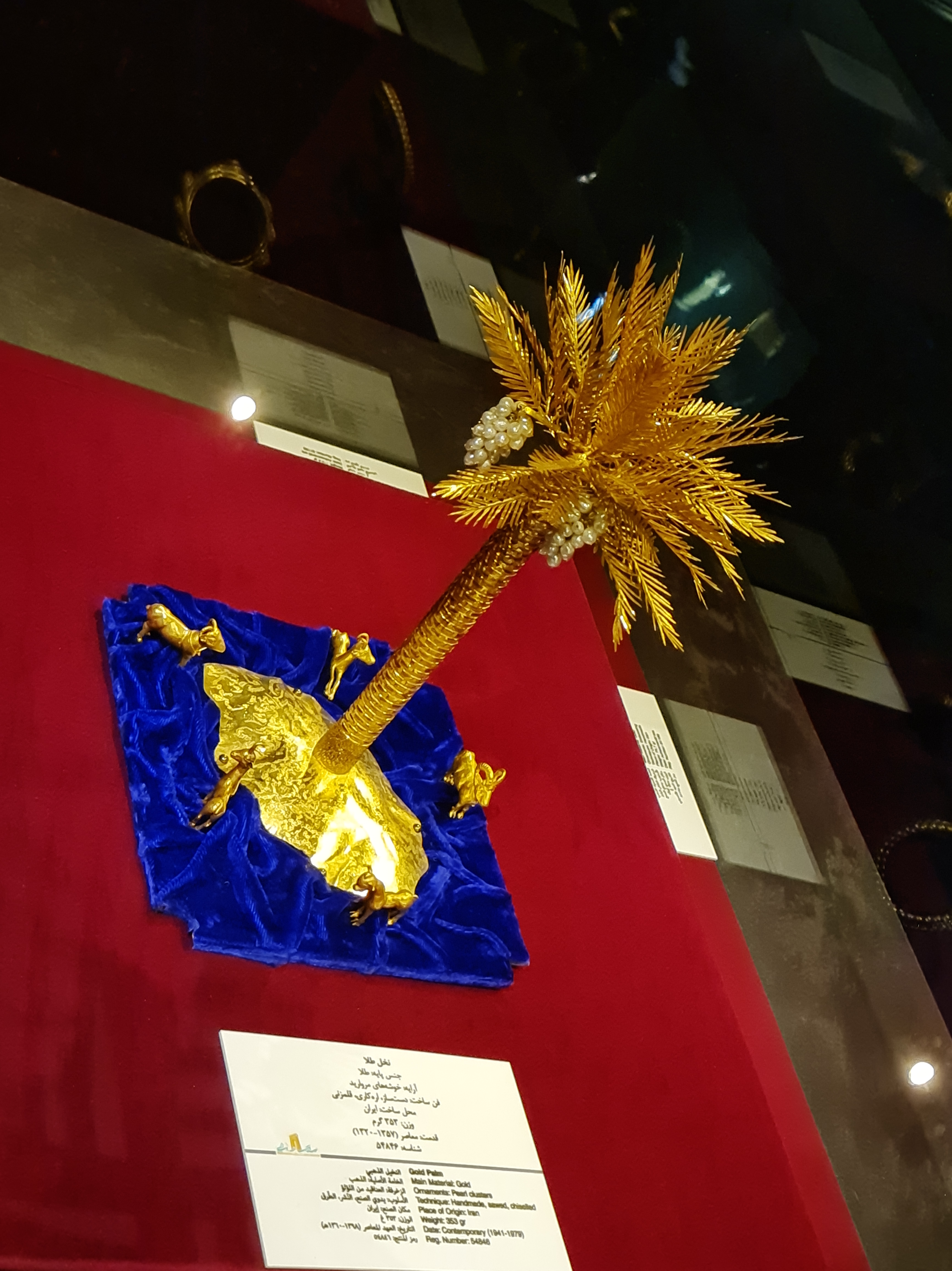
نخل طلا
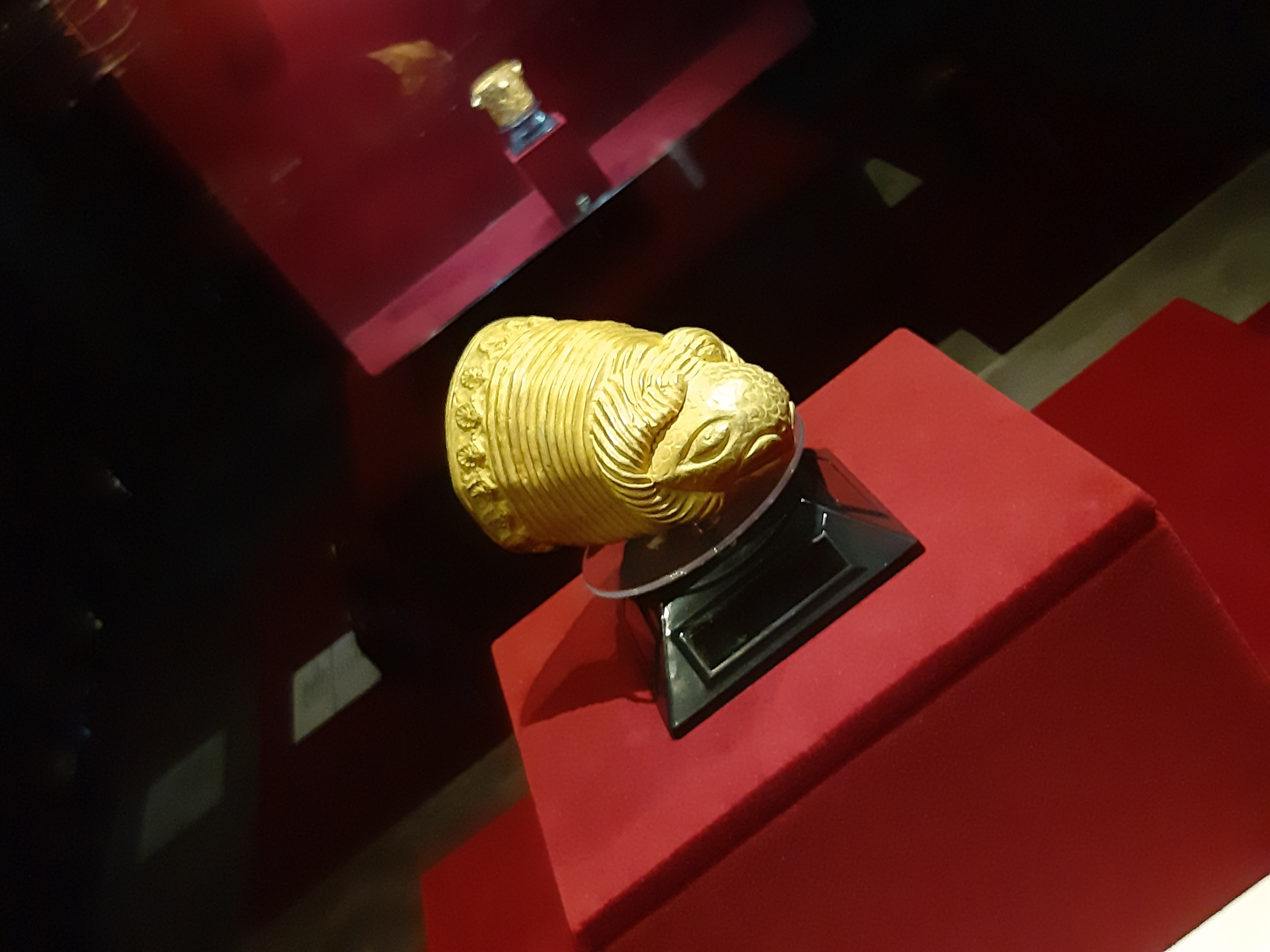
تکوک (ریتون) طلا